# Valerie Constien
Valerie Constien (* 21. März 1996 in Edwards, Colorado) ist eine US-amerikanische Leichtathletin, die sich auf den Hindernislauf spezialisiert hat.

## Sportliche Laufbahn
Valerie Constien besuchte von 2014 bis 2019 die University of Colorado Boulder und sammelte bei den Crosslauf-Weltmeisterschaften 2015 erste internationale Erfahrungen, nachdem sie mit 22:58 min auf dem 62. Platz im U20-Rennen gelandet war. 2021 qualifizierte sie sich für die Teilnahme an den Olympischen Spielen in Tokio und erreichte dort auf Anhieb das Finale, in dem sie mit 9:31,61 min den zwölften Platz belegte. 2024 nahm sie erneut an den Olympischen Sommerspielen in Paris teil und gelangte dort mit 9:34,08 min im Finale auf Rang 15.
2024 wurde Constien US-amerikanische Meisterin im 3000-Meter-Hindernislauf sowie 2023 Hallenmeisterin über 3000 Meter.

## Persönliche Bestleistungen
- 3000 Meter: 8:41,77 min, 10. Februar 2023 in Boston
- 3000 m Hindernis: 9:03,22 min, 27. Juni 2024 in Eugene